# Regenboogstadion
Regenboogstadion es un estadio de fútbol ubicado en la ciudad de Waregem en Bélgica. Es el estadio del SV Zulte Waregem. Regenboogstadion significa Estadio Arcoíris en holandés. El estadio lleva el nombre de la camiseta del arcoíris usada por los campeones del mundo del ciclismo, ya que fue inaugurado para albergar el Campeonato Mundial de Ciclismo en Ruta de 1957.
Desde 2015, el estadio ha sido remodelado y ampliado con la construcción de zonas de ocio y un restaurante.
El recinto está actualmente rodeado por una pista de atletismo que planea ser eliminada para elevar su capacidad a 14 300 espectadores.
Todas las zonas del estadio tendrán asientos. Esto permitirá que el club evolucione en su recinto para sus partidos europeos.

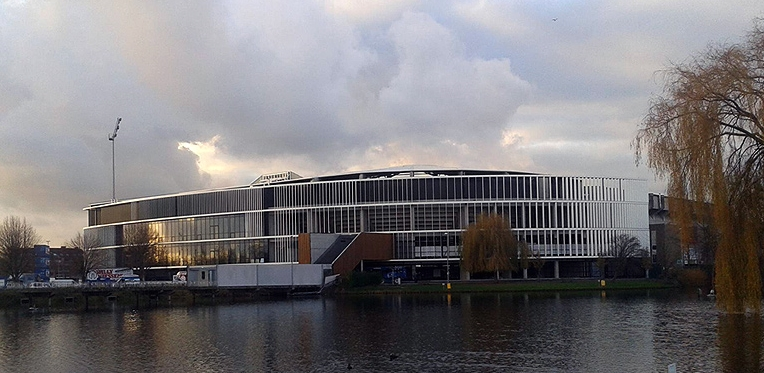
Fachada sur
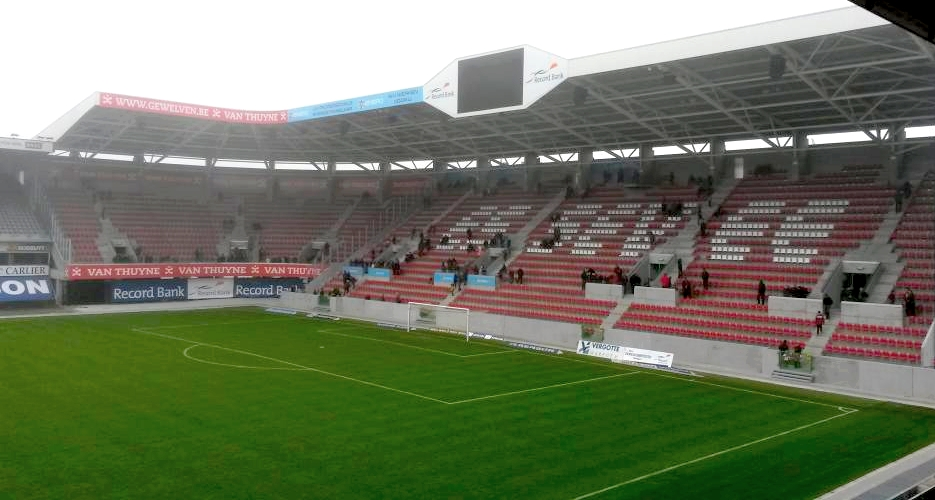
Tribuna sur